# BMD-1
Il BMD-1 (in russo боевая машина десантная первая?; translitterato:  Boevaja Mašina Desantnaja Pervaja, letteralmente primo veicolo da combattimento aviotrasportato) è un IFV sovietico appositamente progettato per le truppe aerotrasportate.
Esternamente assomiglia molto al BMP-1 sebbene la configurazione interna sia molto diversa, tanto che si può definire anche 'carro leggero'.

Nella parte anteriore dello scafo sono infatti presenti, l'uno accanto all'altro, 3 uomini di equipaggio.

Altri due operatori sono nella torretta ed il resto dell'equipaggio è nel vano posteriore.
All'esterno della torretta è installato un lanciamissili AT-3. controcarri.

## Struttura
Il mezzo, prevalentemente costruito in lega leggera d'alluminio, ha una struttura veramente particolare in quanto esso ospita sul davanti 3 persone, il pilota, il capocarro alla sua sinistra e il mitragliere alla sua destra, che aziona entrambe le mitragliatrici prodiere.
Dietro vi è il cannoniere nella torretta e altri 3 uomini, tra serventi per i missili AT-3 e fanti. Questo scomparto è accessibile solo da una porta sul tetto del mezzo.
Infine vi è il motore diesel, con la possibilità di azionare idrogetti posteriori al veicolo.
Tra le caratteristiche del mezzo, vi sono la presenza di un sistema di sospensioni idropneumatiche, con altezza regolabile al suolo, a seconda della situazione tattica, variabile tra 10 e 45 cm.
Esse, assieme alla potenza del motore, che garantisce ben oltre 30 hp/t di rapporto potenza-peso, danno al veicolo una mobilità eccezionale. Le ruote di sostegno dei cingoli, molto stretti, sono 5 per lato. In acqua, vi sono idrogetti che consentono velocità di 10 km/h.
Il muso, molto più corto rispetto al BMP, è molto meno propenso ad infilare il "naso" nei fossi e nelle sponde dei fiumi al momento della uscita dall'acqua.
La protezione del veicolo è inferiore a quella del BMP, per limitare la massa del mezzo e consentirgli di essere persino elitrasportabile. La torretta, però, è altrettanto protetta e ha lo stesso armamento: un cannone da 73mm, un lanciamissili AT-3 Sagger e una mitragliatrice da 7,62 mm.
Tra gli altri accessori vi sono la protezione NBC e visori notturni, oltre alla radio ricetrasmittente.

## Servizio
Entrato in linea nel 1970, il BMD, poi chiamato BMD-1, ha equipaggiato le 7 divisioni aerotrasportate sovietiche, la più grande forza del genere a livello mondiale, benché solo una di esse poteva essere movimentata per volta. Ben 330 veicoli costituivano l'organico di ciascuna di queste grandi unità, ma anche le brigate aviotrasportate indipendenti avevano alcuni BMD. Non pare che ne siano stati esportati.
Questo mezzo è sostanzialmente un concentrato di potenza, con una protezione leggermente inferiore a quella del BMP-1, ma sufficiente contro i proiettili di piccolo calibro.
Con una massa pari a metà ha una potenza propulsiva pari all'80% del suo simile della fanteria meccanizzata, e questo spiega come esso fosse straordinariamente mobile. Peraltro data la necessità di limitare la massa, l'autonomia era inferiore, circa 330 km contro 500, mentre la potenza di fuoco era addirittura superiore.
La struttura complessiva ricorda in effetti più quella di un carro leggero che un mezzo da trasporto truppe, una sorta di compromesso tra un mezzo da combattimento e uno da trasporto. Dopotutto esso è un veicolo "da assalto", quindi non specificatamente da trasporto ma effettivamente multiruolo: colpire carri nemici, distruggere fonti di fuoco, trasportare nuclei di assaltatori e portarne altri sistemati sopra il mezzo per rapidi spostamenti. Un mezzo audace e pare, riuscito, per un compito tra i più difficili: coniugare ali e corazze.
Il BMD è stato rimpiazzato via via dal migliorato BMD-2 e dal BMD-3, equivalenti del BMP-2 e BMP-3 della fanteria meccanizzata, ma dovrebbero esservene ancora alcuni in servizio.